# فرینستد
فرینستد (به انگلیسی: Frinsted) یک روستا و محله مدنی در بریتانیا است که در Maidstone واقع شده‌است. فرینستد ۱۴۳ نفر جمعیت دارد.